# Hvilsager
Hvilsager er en landsby på Djursland, beliggende i Hvilsager Sogn, Syddjurs Kommune.
Landsbyen nævnes første gang i 1356 i forbindelse med en pantsætning af en gård
Den indiske antropolog Prakash Reddy var i 1989 på feltarbejde i landsbyen og fra hans observationer stammer bogen Sådan er danskerne! En indisk antropologs perspektiv på det danske samfund.
I byen findes Hvilsager Kirke.